# Kuroda Kiyotaka
Kuroda Kiyotaka (Kagoshima, 9 de novembro de 1840 — Tóquio, 23 de agosto de 1900) foi um político do Japão. Ocupou o lugar de primeiro-ministro do Japão de 30 de abril de 1888 a 24 de dezembro de 1889.